# Baghelkhand

Region Baghelkhand in Nordindien

Bundelkhand und Baghelkhand im ehemaligen Bundesstaat Vindhya Pradesh (1948–1956)

Baghelkhand oder Bagelkhand (Hindi: बघेलखंड) ist eine historische Region im heutigen Bundesstaat Madhya Pradesh in Nordindien. Zur Region Baghelkhand gehören die Distrikte Anuppur, Rewa, Satna, Shahdol, Sidhi, Singrauli und Umaria in Madhya Pradesh sowie der Distrikt Chitrakoot in Uttar Pradesh. Zentrum der Region war lange Zeit die Stadt Rewa.

## Geografie
Baghelkhand liegt in den hügeligen nordöstlichen Ausläufern des Vindhyagebirges in Höhen von etwa 350 bis 500 m; westlich liegt die Region Bundelkhand. Die Gangesebene mit den Städten Kanpur, Prayagraj und Varanasi schließt sich nördlich an; südlich liegt das zentralindische Dekkan-Plateau. Wichtigster Fluss ist der Son; die Betwa, ein südlicher Nebenfluss bildet streckenweise die östliche Grenze der Region.
Größere Städte sind Satna (ca. 300.000), Rewa (ca. 250.000), Singrauli (ca. 240.000), Shahdol (ca. 100.000) und Sidhi (ca. 70.000). Daneben gibt es nur etwa 10 Kleinstädte aber ca. 4000 kleinere und größere Dörfer.

## Geschichte
Im frühen Mittelalter gehörte die Region zum Siedlungsgebiet der Gond- und Kol-Stämme. Unter dem Druck des Islam wanderten im 13. Jahrhundert etliche hinduistische Gruppen – darunter die Bagheli-Rajputen – aus der Region Gujarat in weiter östlich gelegene bergige Gebiete aus. Einer der Anführer war Vyaghra Dev, auf den über Umwege der Name Baghelkhand zurückgeführt wird. In den weltabgelegenen und bevölkerungsarmen neuen Siedlungsgebieten blieben die Auswanderer weitgehend von der islamischen Bevormundung unbehelligt. Im 19. Jahrhundert übernahmen die Briten allmählich die Oberhoheit in der Region, deren Fürstenstaaten sich im Jahr 1948 zum Bundesstaat Vindhya Pradesh zusammenschlossen, welcher im Jahr 1956 in den neugeschaffenen Bundesstaat Madhya Pradesh integriert wurde.

## Kultur
Wegen der eher kargen Böden, aber vielleicht auch aus Angst vor Entdeckung und Eroberung durch das Sultanat von Delhi (1206–1526) oder durch das Mogulreich (1526–1858), bildete sich in der Region Baghelkhand keine auffällige Kultur heraus; es entstanden weder aufwändige Paläste noch Tempelbauten. Infolgedessen spielt der Tourismus so gut wie keine Rolle. Die Region ist zu ca. 90 % hinduistisch und immer noch von den alten Stämmeskulturen der Gond und Kol geprägt.